# Aprostocetus thomasi
Aprostocetus thomasi is een vliesvleugelig insect uit de familie Eulophidae. De wetenschappelijke naam is voor het eerst geldig gepubliceerd in 1921 door Brèthes.